# 모스토트레스트
모스토트레스트(러시아어: Мостотрест, 영어: Mostotrest)는 러시아의 건설사이다. 주 사업으로 도로, 철도, 교량 및 고속도로 등의 인프라 구축과 기타 엔지니어링 건설에 주력하고 있다.